# Francisco Calderón y Aranda
Francisco Calderón de Aranda (Valladolid, c. 1544-ib. 28/29 de febrero de 1624), señor de Sieteiglesias fue un militar español conocido por ser padre de Rodrigo Calderón, mano derecha del duque de Lerma, valido de Felipe III de España.

## Biografía
Fue hijo de Rodrigo Calderón (-1555) y María de Aranda. Su padre participó en la batalla de Villalar como capitán y fue comerciante.
Siguió la carrera militar, incorporándose como soldado en 1561. Serviría primero en el Tercio de Nápoles y en 1567 pasaría como capitán a Flandes, donde llegaría a participar en el Saqueo de Amberes. De los resultados de este último hecho, pudo provenir una mejora de sus condiciones económicas. En Flandes vivió en casa de su tío materno Juan de Aranda, capitán.
En febrero de 1570 contrajo matrimonio con su prima hermana María de Aranda y Sandelín (hija de su tío materno, Juan de Aranda y la dama María de Sandelín, natural de La Haya). De este matrimonio nacerían dos hijos, entre los que se encuentra Rodrigo Calderón, nacido en Amberes hacia 1576-1578.
Con posterioridad al matrimonio, hacia 1576, viajaría a Roma para obtener una dispensa por razón del parentesco con su esposa.
Hacia 1580-1581, volvería con su familia a Valladolid, pasando antes por la ciudad francesa de Ruan.  
Tras la muerte de su primera mujer por sobreparto en 1584, contraería segundas nupcias con la dama vallisoletana, Ana del Corral entre 1592 y 1595. 
El 15 de agosto de 1615 recibió en el convento de Porta Coeli de Valladolid, fundación y patronazgo de su hijo Rodrigo, al rey Felipe III y su hija Ana, reina consorte de Francia. Don Francisco fue el encargado de recibirles por estar su hijo en un momento de desfavor regio.
 

Hacia 1618 aconsejó a su hijo Rodrigo sobre el matrimonio de su nieto primogénito, Francisco ya conde de la Oliva, tras haberse frustrado el matrimonio de este con Juana de Sandoval, hija de Antonio Pimentel, marqués de Távara. Entonces don Francisco recomendaba a su hijo sobre otras opciones no tan ilustres diciéndole: 
con parientes no tan altos [quedará el conde de la Oliva] más contento, más estimado [y con] más perpetuidad y sucesión de vuestra casa. 
En 1619 su hijo fue detenido y se inició un largo proceso judicial. En el marco de este proceso, Francisco entró en Madrid para defender a su hijo el 9 de marzo de 1620.
Tras la caída en 1619 y posterior ejecución de su hijo Rodrigo en 1621, vivió en una relativa oscuridad hasta su muerte en 1624. Alonso de Velasco lo definió como: un bonísimo hombre en contraposición a su hijo Rodrigo.
Fue enterrado en el convento de Porta Coeli en Valladolid, en un suntuoso sepulcro situado en el lado del Evangelio de su iglesia. Su sepulcro cuenta con dos bultos orantes representado a Francisco y a su mujer, bajo un arquisolio. Estas estatuas fueron labradas en mármol blanco de Estremoz y son atribuidas al genovés Taddeo Carlone. El sepulcro hace pareja con el de su hijo Rodrigo y su esposa Inés de Vargas en el lado de la Epístola.

## Matrimonios y descendencia
De su primer matrimonio con su prima hermana Maria de Aranda tendría dos hijos:
- Damiana (n. 1573-1575- c. 1619) monja en el convento de Santa Catalina de Siena en Valladolid. Entraría en el monasterio el 26 de agosto de 1587, profesando el 2 de noviembre de 1596.
- Rodrigo Calderón, favorito de Francisco de Sandoval, duque de Lerma y valido de Felipe III. Casaría con Inés de Vargas, con descendencia.

Contrajo segundas nupcias con Ana del Corral, viuda de Diego de Cascajares (-1592), procurador de la Real Audiencia y Chancillería de Valladolid. 
Además tuvo otro hijo varón, Simón, nombrado por su hijo Rodrigo, nacido de su matrimonio con Ana del Corral.

## Títulos, órdenes y empleos

### Título
- Señor de Sieteiglesias. (1623)[10]

### Órdenes
- Orden de Santiago.
  - Comendador mayor de Montalbán.
  - Caballero. (1609)[11]
- Caballero de la Orden de San Juan vulgo de Malta.[11]

### Empleos
- Gobernador de la Guarda tudesca.
- Teniente de la Guarda española. (29 de septiembre de 1601-19 de diciembre de 1608)[12]
- Gentilhombre de boca del Rey de España. (19 de diciembre de 1608)
- Regidor perpetuo de Valladolid.
- Caballero conservador de la Universidad de Valladolid. (1597)

### Individuales
1. ↑  Gascón de Torquemada, 1991, p. 190.
2. ↑  Martín González, Juan José; Urrea Fernández, Jesús; Santiago, Francisco Javier de la Plaza (1985). Monumentos religiosos de la ciudad de Valladolid. Institución Cultural Simancas. ISBN 978-84-505-0917-5. Consultado el 1 de mayo de 2023.
3. ↑  Martínez Hernández, 2009, pp. 199-200.
4. ↑  Citado en Martínez Hernández, 2009, p. 199
5. ↑  Gascón de Torquemada, 1991, p. 76.
6. ↑  en carta a Diego Sarmiento de Acuña desde Madrid, el 10 de mayo de 1614, citada enMartínez Hernández y 2009, 185
7. ↑  Vargas-Zúñiga, Manuel (2003). Del sitial al cadalso: crónica de un crimen de Estado en la España de Felipe IV. Belacqva/Carroggio. p. 100. ISBN 978-84-95894-31-1. Consultado el 25 de abril de 2023.
8. ↑  Travieso, J.M. (13 de abril de 2018). «Sepulcros de los Calderón, testimonio de una malograda ambición». Domvs Pvcelae. Consultado el 25 de abril de 2023.
9. ↑  Martín González, Juan José (1988). «Bienes artísticos de Don Rodrigo Calderón». Boletín del Seminario de Estudios de Arte y Arqueología: BSAA (54): 267-308. ISSN 0210-9573. Consultado el 25 de abril de 2023.
10. ↑  Gascón de Torquemada, 1991, p. 141.
11. 1 2  Herrera, Arnulfo (2019). «En torno a una letrilla satírica de Góngora». Romance notes 59 (2): 247-258. ISSN 0035-7995. Consultado el 1 de mayo de 2023.
12. ↑  Millán, José Martínez; Visceglia, Maria Antonietta (2008). La monarquía de Felipe III. Fundación MAPFRE. p. 124. ISBN 978-84-9844-087-4. Consultado el 1 de mayo de 2023.